# Moša Albahari
Moša Albahari (1913. — 1942.), student filozofije i sudionik Narodnooslobodilačke borbe.

## Biografija
Rođen je 31. prosinca 1913. godine u Sarajevu. Zajedno s roditeljima 1914. preselio se je u Zagreb gdje je završio osnovnu školu i pohađao gimnaziju. Zbog sudjelovanja u demonstracijama bio je izbačen iz svih zagrebačkih škola pa je gimnaziju završio u Čačku.
Još kao učenik gimnazije pristupio je revolucionarnom omladinskom pokretu i postao član Saveza komunističke omladine Jugoslavije (SKOJ). Tijekom studija filozofije u Zagrebu aktivno je sudjelovao u radu studentskog revolucionarnog pokreta i primljen je u članstvo Komunističke partije Jugoslavije (KPJ). Kao jedan od istaknutih studenata-komunista bio je 1934. godine izabran za voditelja partijske organizacije na Zagrebačkom sveučilištu.
Bio je član uredništva listova Novi student i Borbeni student, kao i član Pučkog teatra. Vrlo aktivno je djelovao i u revolucionarnom udruženju Svjetlost. Godine 1936. izabran je za člana odbora Akademskoga filozofskog društva. Bio je jedan od osnivača Akcijskog odbora hrvatskih studenata ljevičara i kao član tog Odbora organizirao je 1937. godine logorovanje studenata-komunista u Kranjskoj Gori. Sljedeće godine bio je u delegaciji studenata-komunista, koja je posjetila čehoslovačkog konzula i predložila odlazak studenata-komunista u Čehoslovačku u cilju njezine obrane od njemačke agresije. Godine 1939. bio je izabran za tajnika biroa Pokrajinskog komiteta SKOJ-a za Hrvatsku i tajnika Biroa partijskih organizacija svih fakulteta Zagrebačkog sveučilišta.
Poslije Travanjskoga rata i okupacije Kraljevine Jugoslavije u kolovozu 1941. godine, u svojstvu delegata Centralnoga komiteta Komunističke partije Hrvatske, bio je upućen u Istru radi organiziranja ustanka. Istog mjeseca organizirao je i prvi partizanski logor na planini Tuhobiću u kojem je vršio dužnost zapovjenika. Ubrzo je u logoru formiran i partizanski odred "Božo Vidas Vuk" u kojem je izabran za zapovjednika.
U borbi s talijanskim fašistima, koji su napali logor 12. studenoga 1941. godine, bio je ranjen i ilegalno prebačen u Sušak radi liječenja. Po izliječenju u veljači 1942. godine Okružni komitet KP Hrvatske za Istru uputio ga je u Rijeku radi organiziranja partijskih organizacija koje su se rasformirale nakon jedne policijske provale. On se tada povezao s riječkim radnicima i uspio aktivirati veći broj partijskih organizacija koje su se povezale s istarskim partizanima.
Početkom lipnja 1942. formirao je Drugi partizanski odred pri Petoj operativnoj zoni Hrvatske. Nastavio je raditi na tom terenu kao politički pozadinski radnik. Prilikom jednog ilegalnog sastanka 7. srpnja 1942. godine talijanski karabinjeri su ga opkolili i u borbi s njima teško je ranjen u nogu, zbog čega je bio zarobljen. Odveden je u Rim, gdje mu je amputirana noga, a zatim je izveden pred specijalni sud, koji ga je 21. studenoga 1942. godine osudio na smrt.
Strijeljan je ubrzo potom, pod lažnim imenom Viktoro Blecio (tal. Vittorio Bleccico), jer Talijani nisu uspjeli doznati njegov pravi identitet. Poslije oslobođenja Jugoslavije njegovi posmrtni ostaci preneseni su i sahranjeni na zagrebačkom groblju Mirogoju.